# Parapterosyllis luzonensis
Parapterosyllis luzonensis är en ringmaskart som beskrevs av Pillai 1965. Parapterosyllis luzonensis ingår i släktet Parapterosyllis och familjen Syllidae. Inga underarter finns listade i Catalogue of Life.